# Стукалівка (Сумський район)
Сту́калівка —  село в Україні, у Білопільській міській громаді Сумського району Сумської області. Населення становить 5 осіб.

## Географія
Село Стукалівка знаходиться в урочищі  Рибківщина, за 2 км від правого берега річки Вир. За 2 км розташоване село Атинське, за 3.5 км - місто Білопілля.
До села примикає невеликий лісовий масив.

## Назва
На території України 2 населених пункти із назвою Стукалівка.

## Історія
- Село постраждало внаслідок геноциду українського народу, проведеного урядом СРСР 1923-1933 та 1946-1947 роках.
- 12 червня 2020 року, відповідно до розпорядження Кабінету Міністрів України № 723-р «Про визначення адміністративних центрів та затвердження територій територіальних громад Сумської області», село увійшло до складу Білопільської міської громади[1].
- 19 липня 2020 року, в результаті адміністративно-територіальної реформи та ліквідації Білопільського району, село увійшло до складу новоутвореного Сумського району[2].

#### Російське вторгнення в Україну (з 2022)
- 26 серпня 2024 року російські загарбники продовжували обстрілювати прикордонні території Сумської області. Зокрема в селі зафіксовано 2 вибухи, ймовірно КАБ[3].